# Hany Ramzy
Hany Guda Ramzy, mais conhecido como Hany Ramzy (هاني رم; Cairo, 10 de março de 1969) é um treinador e ex-futebolista egípcio que atuava como zagueiro. 

## Carreira
Ele competiu na Copa do Mundo FIFA de 1990, sediada na Itália, na qual a seleção de seu país terminou na 20º colocação dentre os 24 participantes.

## Treinador
Ramzy comandou o elenco da Seleção Egípcia de Futebol da Olimpíadas de 2012.

## Títulos
Al-Ahly
- Campeonato Egípcio: 1988-89
- Copa do Egito: 1988-89
- Campeonato Afro-Asiático de Clubes: 1988

Egito
- Copa das Nações Árabes: 1992
- Campeonato Africano das Nações: 1992

Werder Bremen
- Supercopa da Alemanha: 1994